# Camilo Albornoz
Camilo Hernán Albornoz (San Miguel de Tucumán, Argentina; 24 de octubre de 2000) es un futbolista argentino. Juega como mediocampista central y su primer equipo fue Atlético Tucumán. Actualmente se encuentra en Ben Hur de Rafaela del Torneo Federal A.

## Trayectoria

### Atlético Tucumán
Albornoz se formó y debutó en Atlético Tucumán en el año 2020, en un empate ante Lanús en la Liga Profesional 2020. En el decano jugó hasta 2022, cuándo saldría a préstamo a Güemes.

### Güemes
Llegó a Güemes en 2023 para disputar el Campeonato de Primera Nacional. En su primera temporada se quedaría a las puertas de entrar al reducido por el segundo ascenso a la máxima categoría de Argentina. A fin de año se terminó el préstamo y volvió a Atlético Tucumán.

## Clubes
| Club                          | País      | Año       |
| ----------------------------- | --------- | --------- |
| Atlético Tucumán              | Argentina | 2020-2022 |
| Güemes de Santiago del Estero | Argentina | 2023      |
| Atlético Tucumán              | Argentina | 2024      |
| Ben Hur de Rafaela            | Argentina | 2025-Act. |